# روبرت توماسیان
روبرت توماسی توماسیان (ارمنی: Ռոբերտ Թովմասի Թովմասյան؛ زادهٔ ۳ ژانویهٔ ۱۹۶۴) یک سیاستمدار اهل ارمنستان است که از تاریخ ۲۰۰۷ تا تاریخ ۲۰۱۲ سمت نمایندگی دوره چهارم مجلس ملی جمهوری ارمنستان را برعهده داشت.

## زندگی‌نامه
در ۳ ژانویهٔ ۱۹۶۴ در آلاپارس به دنیا آمد  .